# Lavezzi
De Lavezzi (Frans: îles Lavezzi) zijn 23 kleine eilandjes in de Middellandse Zee tussen Corsica en Sardinië, in de Straat van Bonifacio, tien kilometer ten zuiden van Bonifacio. Hun hoogte boven de zeespiegel is maximaal 50 meter. Zij hebben samen een oppervlakte van 5.123 hectare. Ze zijn Frans terwijl de iets meer zuidoostelijk gelegen La Maddalena-archipel Italiaans is. 
De grootste eilanden zijn Lavezzi en Cavallo. Dit laatste is het enige bewoonde eiland van de archipel. De voornaamste eilanden zijn (van noord naar zuid):
- Gavetti
- Poraggia
- Ratino
- Perduto
- Piana
- Cavallo (hoogste punt 31 meter)
- S. Baïnzo
- Lavezzi (hoogste punt 50 meter)
- Pyramide de La Sémillante
- Éceuil de Lavezzi

## Natuur
Sinds 1982 zijn de eilanden beschermd natuurgebied, met uitzondering van Cavallo. Ze maken onderdeel uit van het Réserve naturelle des Bouches de Bonifacio (Natuurreservaat van de Straat van Bonifacio), een gebied van 80.000 hectare land en zee van Rocapina tot Porto-Vecchio. Op de eilanden zijn broedkolonies van de Kuhls pijlstormvogel.
Tot eind 20e eeuw lieten herders hun koeien vanuit Corsica de zeestraat van vijf kilometer overzwemmen om ze op de Lavezzi te weiden.

## Trivia
In 1952 is er de Franse avonturenfilm Manina, la fille sans voiles opgenomen. De film was de eerste hoofdrol voor Brigitte Bardot.